# انجمن‌های جنبش مشروطه
نجیب راست پور_تاریخ
انجمنهای جنبش مشروطه مجموعه انجمن‌های سیاسی و ایالتی دوره مشروطه هستند که نه تنها آغازکننده رسمی مشارکت‌های مدنی در ایران بودند، بلکه در پیروزی انقلاب مشروطیت و پی ریزی تشکیل احزاب بعدی نیز نقش اساسی داشتند.
نجیب راست پور _تاریخ

## مقدمه
در اواخر دوره ناصرالدین شاه و اوایل حکومت مظفرالدین شاه عده‌ای از روشنفکران و گروهی از کارگزاران حکومتی که با کشورهای اروپایی در ارتباط بودند و علل واپسماندگی سیاسی و اجتماعی ایران را در نبود قانون و محترم نشمردن آزادی‌های فردی می‌دانستند بتدریج زمزمه اصلاحات را شروع کردند. این اصلاحات بر سه‌پایه اصلاح قانون مدنیِ اصلاح ساختار حکومت دربار و جلوگیری از دخالت بیگانگان استوار شده بود.
از اواسط دوره قاجاریه و به موازات آشنایی بیشتر ایرانیان با تمدن اروپایی، به‌تدریج گرایش به فعالیت‌های سیاسی به شیوه نوین در میان نخبگان جامعه به وجود آمد. اولین تشکیلات سیاسی جدید در ایران فراموشخانه بود که در روزگار سلطنت ناصرالدین‌شاه قاجار در سال ۱۲۷۳ق در تهران به دست میرزا ملکم‌خان ناظم‌الدوله تشکیل شد. ملکم به دستور و با اجازه شخص وی فراموشخانه را تأسیس کرد، اما بعد از گذشت مدتی کوتاه، شاه قاجار که به نتیجه اقدامات و توصیه‌های فراموشخانه آگاه شد، دستور تعطیلی آنها را صادر کرد. برخورد قاطعانه ناصرالدین شاه سبب شد تا تقریباً پنجاه سال بعد از تعطیلی فراموشخانه، هیچ تشکل سیاسی در ایران شکل نگیرد. فراموشخانه گرچه نام و عنوان حزب نداشت، ولی چه فراموشخانه و چه مجمع آدمیت که سالها بعد میرزاملکم آن را تأسیس کرد، کارکرد حزبی داشتند. این وضعیت تا سال۱۲۸۳ش که انجمن مخفی در تهران تشکیل شد ادامه یافت. انجمن مخفی و «انجمن ملی» که پس از آن تشکیل شد و ده‌ها انجمن و جمعیت دیگری که بعد از این دو تأسیس شدند، در تحولات منجر به انقلاب مشروطه و حوادث پس از آن نقش جدی برعهده داشتند و از جمله عوامل پیروزی مشروطه‌خواهان، همین انجمن‌ها و جمعیت‌ها بودند.
شاید بتوان سیدجمال‌الدین اسدآبادی و آیت الله لطفعلی لطفیان قمی ملقب به سرگزی را از پیشقدمان مبارزات اصلاح طلبانه مردمی دانست. هرچند کوشش وی بیشتر متوجه بیدار نمودن شاهان بود ولی گسترش افکار او در به وجود آمدن انجمن‌ها بی‌تاًثیر نبود. میرزا ملکم ناظم‌الدوله نیز با تاًسیس فراموشخانه و سپس تشکیل مجمع آدمیت (بنام گروه حزب‌الله) از بنیان‌گذاران هسته‌های اولیه انجمن‌ها محسوب می‌شود. تشکیل انجمنهای سیاسی عصر مشروطه ریشه در دوران مبارزه با استبداد قاجارها داشت. در واقع، فعالیت ا نجمنهای مخفی دوران انقلاب مشروطیت الگوی خوبی برای تشکیل انجمنهای ملی به منظور دفاع از مشروطه بود.

## نوع فعالیت
با وجودی که انجمن‌ها در دوره مشروطیت بر طبق اساسنامه خود به اقسام زیر بوده‌اند ولی سیر تحولات کشور طوری بوده که تقریباً همه آن‌ها در درخواست‌های سیاسی و اجتماعی مشارکت و پیگیری مؤثر داشتند:
- ایالتی و ولایتی
- منطقه‌ای
- سیاسی
- صنفی
- مذهبی
- ادبی

عده‌ای از انجمن‌ها قبل از پیروزی مشروطه فعالیت مخفی داشتند و فعالیت و اساسنامه و اسامی اعضاء آن‌ها علنی نبود.

## انجمن‌های ایالتی و ولایتی

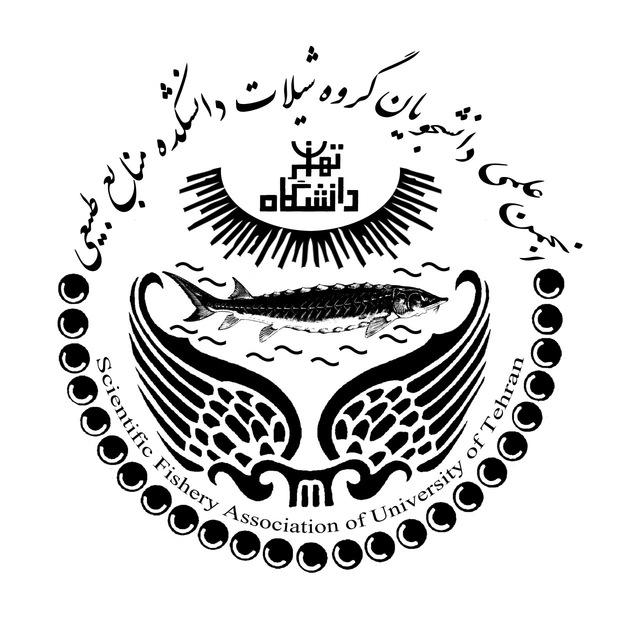
[//commons.wikimedia.org/w/index.php?title=File:Anjoman_Eyalat_Velayat.pdf&page=1 قانون انجمن‌های ایالتی و ولایتی

## انجمن‌های سیاسی
در زمان واقعه میدان توپخانه و قبل از به توپ بستن مجلس بیش از ۴۸ انجمن در تهران به فعالیت سیاسی مشغول بودند. تعداد انجمن‌های ایالتی و سیاسی در کشور به بیش از ۱۰۰ انجمن می‌رسید و انجمن‌های ایالتی نیز در فعالیت‌های سیاسی و اجتماعی دخالت می‌کردند.

### موافق مشروطه

#### انجمن سری آزادی‌خواهان
گروهی متشکل از هواداران ایجاد حکومت مشروطه در ایران بود که بیشتر اعضاء آن را کاشانیان مقیم تهران تشکیل می‌دادند.

#### انجمن مخفی
انجمن مخفی در ذی‌الحجه ۱۳۲۲ توسط ناظم‌الاسلام کرمانی تاًسیس شد.

#### انجمن باغ میکده
انجمن باغ میکده به‌طور مخفی در محرم ۱۳۲۲ توسط عده‌ای از آزادیخواهان و اصلاح‌طلبان تاًسیس گردید. همانند انجمن مخفی ماهیت انقلابی داشت. اعضاء اصلی عبارت بودند از ملک‌المتکلمین - میرزا جهانگیرخان (صور اصرافیل) - سید محمدرضا مساوات شیرازی - سیدجمال واعظ - یحیی دولت‌آبادی - حاج سیاح - علی اکبر ساعت‌ساز - سلیمان خان میکده و دیگران. بیش از ۶۰ عضو داشت.
این انجمن کمیته‌ای بنام «کمیته انقلاب» داشت که با گروه حیدرخان عمواوغلی همکاری داشتند و عباس آقا تبریزی کٌشنده علی‌اصغر اتابک (امین السلطان) از این کمیته بود.
نفرات کلیدی انجمن باغ میکده اشخاص برجسته ای چون شیخ محمدمهدی شریف کاشانی، ملک المتکلمین، سید جمال واعظ، سید محمدرضا مساوات، سید اسدالله خرقانی، شیخ مهدی بحرالعلوم کرمانی، ابوالحسن میرزا قاجار - آقا میرزا محسن (برادر صدرالعلما) - سلیمان خان میکده - یحیی دولت‌آبادی - محمدعلی خان نصرت السلطان - جهانگیرخان صوراسرافیل، میرزا عباس علی خان شوکت، حامدالملک شیرازی، میرزا محمود شیرازی، حاج میرزا علی محمد دولت‌آبادی و … بودند.
برخی ار ایشان در میان منسوبان نسبی و سببی صبح ازل قرار داشتند و برخی نیز در گذشته، به قبرس رفته و با پیشوای شان دیدار کرده‌اند.
مهدی ملک‌زاده از شیخ محمدمهدی شریف کاشانی به عنوان ریاست این انجمن که به انجمن باغ میکده شناخته می‌شود نام می‌برد.

#### دیگر انجمن‌های طرفدار مشروطه
- انجمن آذربایجان
- انجمن شاه آباد
- انجمن مظفری
- انجمن طلاب
- انجمن مرکزی
- انجمن اصناف
- انجمن برادران دروازه قزوین
- انجمن برادران دروازه دولت
- انجمن مرکزی به ریاست ارشدالدوله
- انجمن مخفی ثانی در سال ۱۳۲۴ قمری توسط سید محمد طباطبایی تأسیس شد.
- مخدرات وطن
- نسوان وطنخواه
- انجمن فاطمیه
- اتحادیه طلاب
- انجمن محمدیه بهارستان
- انجمن فردوسیه
- انجمن انصار

انجمن‌های آذربایجان، شاه آباد، مظفری، طلاب، مرکزی، اصناف و برادران دروازه قزوین از فعالترین و قوی‌ترین انجمن‌هائی بودند که در واقعه میدان توپخانه و محاصره مجلس اعضاء را مسلح کرده و به مقابله آمده بودند.

#### انجمن‌های تهران مربوط به شهرستان‌ها
علاوه بر انجمن‌های ایالتی و ولایتی که در شهرستان‌ها تأسیس شده بود در تهران نیز چندین انجمن مربوط به شهرستان‌ها فعالیت می‌کرد:
- انجمن آذربایجان
- انجمن اصفهانی‌ها
- انجمن جنوب
- انجمن شیرازی‌ها
- انجمن اتحاد همدان
- انجمن مجمع انسانیت

### مخالف مشروطه

#### انجمن اسلامیهتبریز
توسط میرهاشم دَوَچی

#### انجمن سنگلج و انجمن اسلامیه تهران
توسط میرزاابوالقاسم پسر سید محمد طباطبائی

#### دیگر انجمن‌های مخالف مشروطه
- انجمن‌خدمت توسط احمدخان علاءالدوله و عده ای از امرا و درباریان برای مقابله با انجمن‌های طرفدار مجلس
- انجمن ورامین توسط محمد اقبال‌الدوله
- انجمن فتوت توسط ظفرالسلطنه و امام‌جمعه خویی
- انجمن آل‌محمد
- انجمن همت‌آباد
- انجمن الهی
- انجمن سعادت تبریز
- انجمن سادات در تبریز